# دوغ سميث (ملحن)
دوغ سميث (بالإنجليزية: Doug Smith)‏ هو ملحن أمريكي، ولد في 1963.